# Обрада података
Обрада података је, генерално, "прикупљање и употреба података ради стварања смислене информације."
У том смислу могло се сматрати подскупом обраде информација, "што је промена (обрада) информација на било који начин који детектује посматрач." 
Појам обрада података (ОП) такође се односи на одељење унутар организације одговорне за операције над апликацијама за обраду података.

## Функције обраде података
Обрада података може обухватити различите процесе, укључујући:
- Валидација – Обезбедити да су испоручени подаци тачни и релевантни.
- Сортирање – „Уређивање ставки у неком редоследу и/или у различитим скуповима.“
- Сумирање – Смањивање детаља података на главну поенту.
- Агрегација – Комбиновање више делова података.
- Анализа – „Прикупљање, организација, анализа, интерпретација и представљање података.“
- Извештавање – Листа детаља или резиме података или израчунате информације.
- Класификација – Одвајање података у различите категорије.

## Историја
Биро за попис Сједињених Држава илуструје еволуцију обраде података од ручне до електронске процедуре.

### Ручна обрада података
Иако је употреба појма обрада података  широко распрострањена од педесетих година 20. века, функције обраде података ручно су извршаване миленијумима. На пример, књиговодство укључује функције као што су обављање трансакција и израду извештаја као што су биланс стања и извештај о токовима готовине. Потпуно ручне методе унапређене су применом механичких или електронских калкулатора. Особа чији је посао био да израчунава прорачуне ручно или користећи калкулатор звао се „рачунар.“
Попис Сједињених Америчких Држава 1890. године је први који прикупља податке од појединаца, а не домаћинства. На мноштво питања могло се одговорити чекирањем одговарајућег поља на обрасцу. Од 1850. до 1880. године Биро за попис примењивао је „систем бројања, који је, из разлога све већег броја потребних класификација, постао све сложенији. Само ограничен број комбинација могао се забележити у једном резултату, па је било неопходно да се уносе распореди 5 или 6 пута, за свако појединачно бројање.“ „Преко 7 година је било потребно да би се објавили резултати пописа из 1880. године“ користећи ручне методе обраде.

### Аутоматска обрада података
Појам аутоматска обрада података примењена је на операције извршене помоћу опреме за снимање, као што је примена система бушених картица Хермана Холерита за попис Сједињених Америчких Држава 1890. године. „Коришћењем Холеритовог система бушених картица, канцеларија за попис је успела да заврши табулацију већине пописаних података из 1890. године за две до три године, у поређењу са пописом из 1880. године за коју било потребно седам до осам година.... Такође се процењује да је коришћење система који је осмислио Херман Холерит уштедело око 5 милиона долара у трошковима обраде“  ( 1890. године) чак и са двоструко већим бројем питања у односу на 1880. годину.

### Електронска обрада података
Компјутеризована обрада података, или електронска обрада података настала је касније, где се користи рачунар уместо неколико појединачних уређаја. Биро за попис у почетку је ограничено користио електронске рачунаре за попис 1950. године Сједињених Америчких Држава, користећи систем УНИВАЦ I, испоручен 1952. године.

### Остали развоји
Појам обраде података углавном је обухваћен новијим и донекле општијим термином информационе технологије (ИТ). Данас појмови „обрада података“ понекад имају негативну конотацију, указујући на коришћење старијих технологија. Као на пример, 1996. године Удружење за обраду података (УЗОП) променило је назив у Удружење стручњака за информационе системе. Уосталом, термини су приближно синоними.

## Апликације

### Обрада података у комерцијалне сврхе
Обрада података у комерцијалне сврхе укључује велики обим улазних података, релативно мало рачунарских операција и велики обим излаза. На пример, осигуравајућа кућа треба да води евиденцију о десетинама или стотинама хиљада правила, штампаних и електронских рачунара, и да прима и исплаћује уплате.

### Анализа података
За науке или инжењеринг, појмови обраде података и информациони системи сматрају се превише широким, и обично се користи стручнији термин анализа података.
Анализа података користи специјализоване алгоритме и статистичке прорачуне које се ретко уочавају у општем пословном окружењу. За анализу података, често се користе софтверски пакети као што су СПСС или САС, или њихови бесплатни пандани као што су ДАП, гретл или ПСПП.